# Sada Jacobsonová
Sada Molly Jacobsonová (* 14. února 1983 Rochester, Spojené státy americké) je bývalá americká sportovní šermířka, která se specializovala na šerm šavlí. Sestra Emily Jacobsonová reprezentovala Spojené státy v šermu šavlí. Spojené státy reprezentovala v prvním desetiletí jednadvacátého století. Na olympijských hrách startovala v roce 2004 s 2008 v soutěži jednotlivkyň a družstev. V soutěži jednotlivkyň získala na olympijských hrách stříbrnou (2008) a bronzovou (2004) olympijskou medaili. V roce 2006 obsadila třetí místo na mistrovství světa v soutěži jednotlivkyň. S americkým družstvem šavlistek vybojovala na olympijských hrách 2008 bronzovou olympijskou medaili a v roce 2005 vybojovala s družstvem titul mistryň světa.